# Album al numero uno della classifica FIMI nel 1999
La presente lista elenca gli album che hanno raggiunto la prima posizione nella classifica settimanale italiana Artisti, stilata durante il 1999 dalla Federazione Industria Musicale Italiana, in collaborazione con Nielsen.

Viaggiatore sulla coda del tempo di Claudio Baglioni uscito a novembre 1999 vendette più di mezzo milione di copie in un solo mese

Infinito dei Litfiba, otto settimane al numero uno, è l'ultimo album prima della reunion in cui appare come cantante Piero Pelù

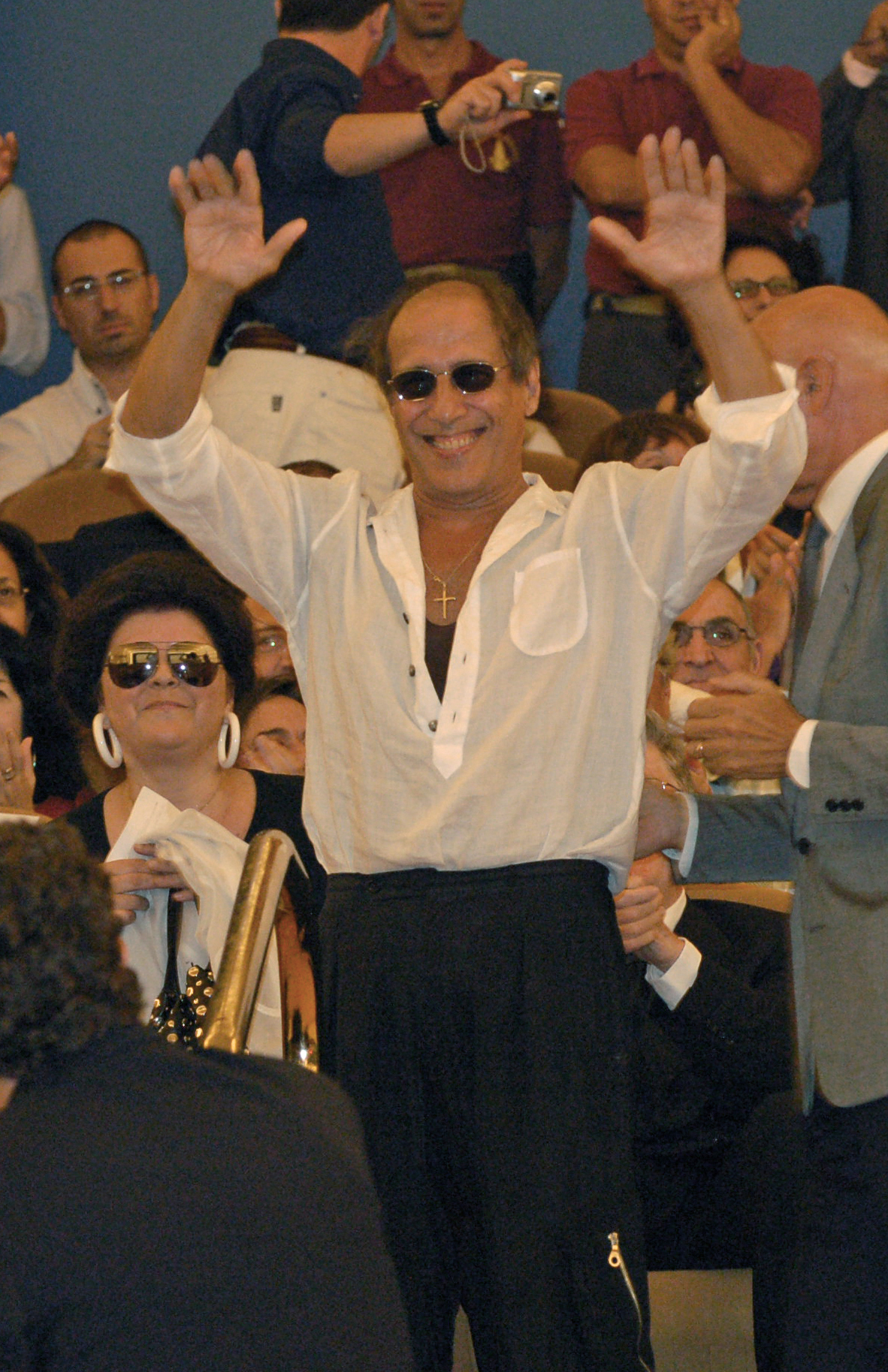
Adriano Celentano ancora in testa alla classifica album italiana con Io non so parlar d'amore

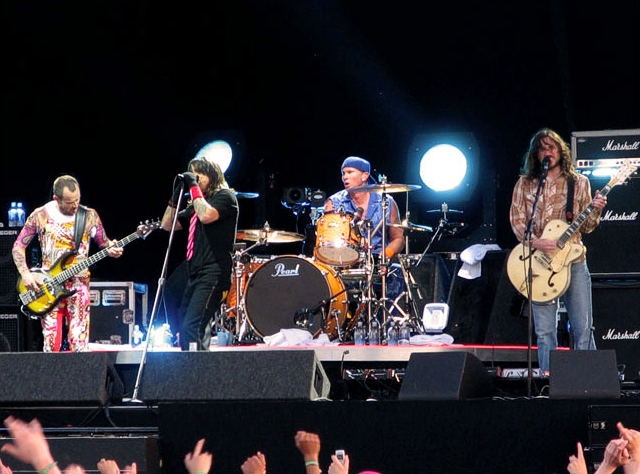
Californication, l'album di maggior successo dei Red Hot Chili Peppers, arrivò alla posizione numero 1 anche in Italia

| Settimana    | Settimana    | Album                            | Artista                | Settimane consecutive | Settimane totali | Fonte |
| Inizio       | Fine         | Album                            | Artista                | Settimane consecutive | Settimane totali | Fonte |
| ------------ | ------------ | -------------------------------- | ---------------------- | --------------------- | ---------------- | ----- |
| 1º gennaio   | 7 gennaio    | Blue Sugar                       | Zucchero Fornaciari    | 8                     | 8                | [ 1 ] |
| 8 gennaio    | 14 gennaio   | Blue Sugar                       | Zucchero Fornaciari    | 8                     | 8                | [ 1 ] |
| 15 gennaio   | 21 gennaio   | Mi fai stare bene                | Biagio Antonacci       | 1                     | 2                | [ 1 ] |
| 22 gennaio   | 28 gennaio   | Infinito                         | Litfiba                | 4                     | 8                | [ 1 ] |
| 29 gennaio   | 4 febbraio   | Infinito                         | Litfiba                | 4                     | 8                | [ 1 ] |
| 5 febbraio   | 11 febbraio  | Infinito                         | Litfiba                | 4                     | 8                | [ 1 ] |
| 12 febbraio  | 18 febbraio  | Infinito                         | Litfiba                | 4                     | 8                | [ 1 ] |
| 19 febbraio  | 25 febbraio  | Mi fai stare bene                | Biagio Antonacci       | 1                     | 2                | [ 1 ] |
| 26 febbraio  | 4 marzo      | Infinito                         | Litfiba                | 2                     | 8                | [ 1 ] |
| 5 marzo      | 11 marzo     | Infinito                         | Litfiba                | 2                     | 8                | [ 1 ] |
| 13 marzo     | 18 marzo     | Come un gelato all'equatore      | Pino Daniele           | 1                     | 1                | [ 1 ] |
| 19 marzo     | 25 marzo     | Fabrizio De André in concerto    | Fabrizio De André      | 1                     | 1                | [ 1 ] |
| 26 marzo     | 1º aprile    | Infinito                         | Litfiba                | 2                     | 8                | [ 1 ] |
| 2 aprile     | 8 aprile     | Infinito                         | Litfiba                | 2                     | 8                | [ 1 ] |
| 9 aprile     | 15 aprile    | Sogno                            | Andrea Bocelli         | 1                     | 1                | [ 1 ] |
| 16 aprile    | 22 aprile    | Olio                             | Mina                   | 1                     | 1                | [ 1 ] |
| 23 aprile    | 29 aprile    | Rewind                           | Vasco Rossi            | 1                     | 1                | [ 1 ] |
| 30 aprile    | 6 maggio     | Amore dopo amore, tour dopo tour | Renato Zero            | 1                     | 1                | [ 1 ] |
| 7 maggio     | 13 maggio    | Io non so parlar d'amore         | Adriano Celentano      | 1                     | 11               | [ 1 ] |
| 14 maggio    | 20 maggio    | Lorenzo 1999 - Capo Horn         | Jovanotti              | 1                     | 3                | [ 1 ] |
| 21 maggio    | 27 maggio    | Millennium                       | Backstreet Boys        | 1                     | 2                | [ 1 ] |
| 28 maggio    | 3 giugno     | Lorenzo 1999 - Capo Horn         | Jovanotti              | 2                     | 3                | [ 1 ] |
| 4 giugno     | 10 giugno    | Lorenzo 1999 - Capo Horn         | Jovanotti              | 2                     | 3                | [ 1 ] |
| 11 giugno    | 17 giugno    | Synkronized                      | Jamiroquai             | 1                     | 1                | [ 1 ] |
| 18 giugno    | 24 giugno    | Californication                  | Red Hot Chili Peppers  | 1                     | 9                | [ 1 ] |
| 25 giugno    | 1º luglio    | Millennium                       | Backstreet Boys        | 1                     | 2                | [ 1 ] |
| 2 luglio     | 8 luglio     | Californication                  | Red Hot Chili Peppers  | 6                     | 9                | [ 1 ] |
| 9 luglio     | 15 luglio    | Californication                  | Red Hot Chili Peppers  | 6                     | 9                | [ 1 ] |
| 16 luglio    | 22 luglio    | Californication                  | Red Hot Chili Peppers  | 6                     | 9                | [ 1 ] |
| 23 luglio    | 29 luglio    | Californication                  | Red Hot Chili Peppers  | 6                     | 9                | [ 1 ] |
| 30 luglio    | 5 agosto     | Californication                  | Red Hot Chili Peppers  | 6                     | 9                | [ 1 ] |
| 6 agosto     | 12 agosto    | Californication                  | Red Hot Chili Peppers  | 6                     | 9                | [ 1 ] |
| 13 agosto    | 19 agosto    | Only You                         | Rappers Against Racism | 1                     | 1                | [ 1 ] |
| 20 agosto    | 26 agosto    | Buena Vista Social Club          | Ry Cooder              | 1                     | 1                | [ 1 ] |
| 27 agosto    | 2 settembre  | Californication                  | Red Hot Chili Peppers  | 2                     | 9                | [ 1 ] |
| 3 settembre  | 9 settembre  | Californication                  | Red Hot Chili Peppers  | 2                     | 9                | [ 1 ] |
| 10 settembre | 16 settembre | Ciao                             | Lucio Dalla            | 1                     | 1                | [ 1 ] |
| 17 settembre | 23 settembre | Miss Mondo                       | Ligabue                | 6                     | 6                | [ 1 ] |
| 24 settembre | 30 settembre | Miss Mondo                       | Ligabue                | 6                     | 6                | [ 1 ] |
| 1º ottobre   | 7 ottobre    | Miss Mondo                       | Ligabue                | 6                     | 6                | [ 1 ] |
| 8 ottobre    | 14 ottobre   | Miss Mondo                       | Ligabue                | 6                     | 6                | [ 1 ] |
| 15 ottobre   | 21 ottobre   | Miss Mondo                       | Ligabue                | 6                     | 6                | [ 1 ] |
| 22 ottobre   | 28 ottobre   | Miss Mondo                       | Ligabue                | 6                     | 6                | [ 1 ] |
| 29 ottobre   | 4 novembre   | Io non so parlar d'amore         | Adriano Celentano      | 2                     | 11               | [ 1 ] |
| 5 novembre   | 11 novembre  | Io non so parlar d'amore         | Adriano Celentano      | 2                     | 11               | [ 1 ] |
| 12 novembre  | 18 novembre  | Viaggiatore sulla coda del tempo | Claudio Baglioni       | 3                     | 3                | [ 1 ] |
| 19 novembre  | 25 novembre  | Viaggiatore sulla coda del tempo | Claudio Baglioni       | 3                     | 3                | [ 1 ] |
| 26 novembre  | 2 dicembre   | Viaggiatore sulla coda del tempo | Claudio Baglioni       | 3                     | 3                | [ 1 ] |
| 3 dicembre   | 9 dicembre   | Io non so parlar d'amore         | Adriano Celentano      | 5                     | 11               | [ 1 ] |
| 10 dicembre  | 16 dicembre  | Io non so parlar d'amore         | Adriano Celentano      | 5                     | 11               | [ 1 ] |
| 17 dicembre  | 23 dicembre  | Io non so parlar d'amore         | Adriano Celentano      | 5                     | 11               | [ 1 ] |
| 24 dicembre  | 30 dicembre  | Io non so parlar d'amore         | Adriano Celentano      | 5                     | 11               | [ 1 ] |
| 31 dicembre  | 6 gennaio    | Io non so parlar d'amore         | Adriano Celentano      | 5                     | 11               | [ 1 ] |

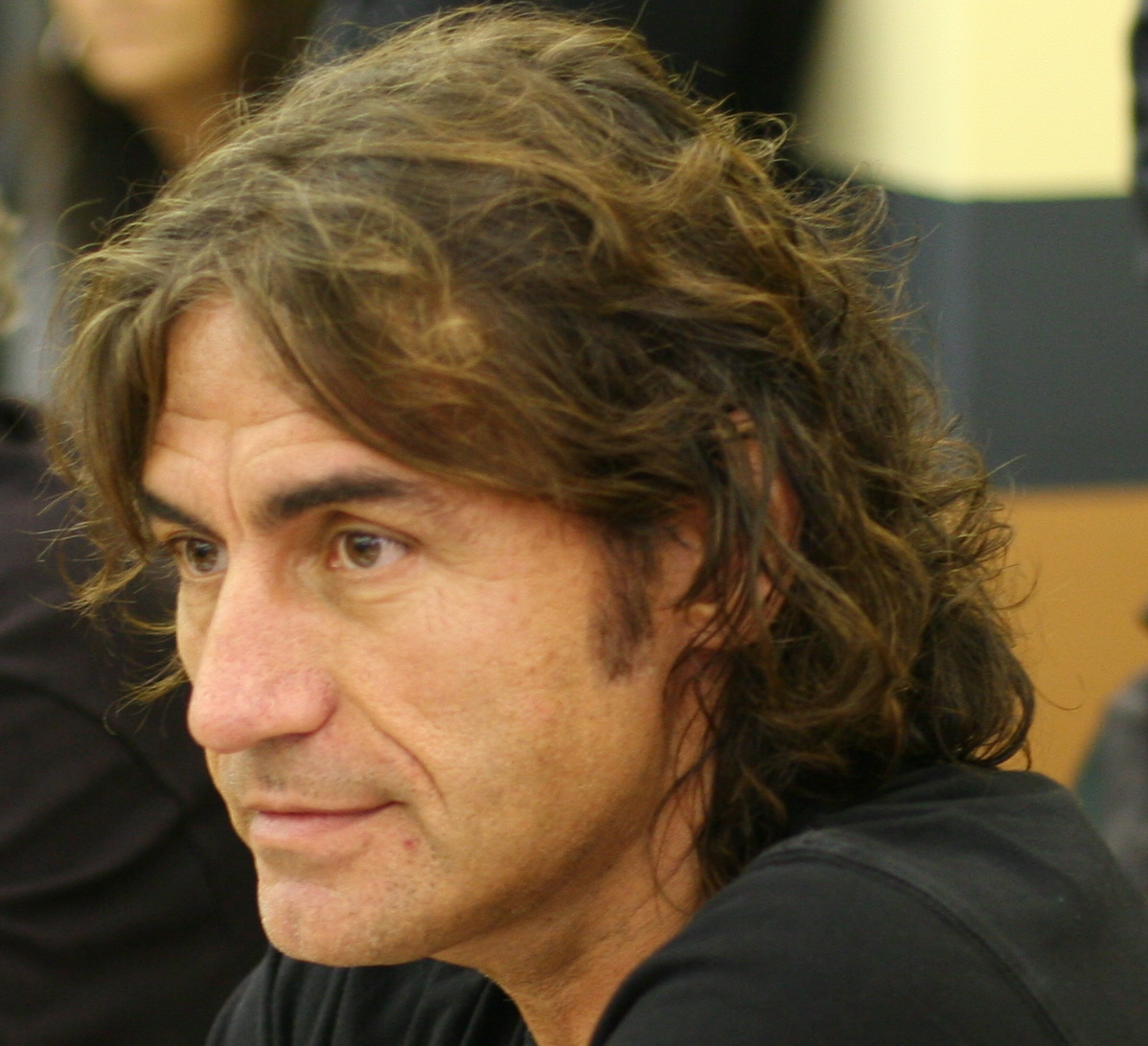
Ligabue registrò cinque dischi di platino in Italia per l'album Miss Mondo

L'album che nel 1999 ha passato più tempo in vetta alla classifica di vendita è Californication dei Red Hot Chili Peppers (9 settimane non consecutive).